# Girls’ Generation (Album, 2007)
Girls’ Generation (소녀시대, Sonyeo Sidae) ist das erste Studioalbum der gleichnamigen Idolgruppe Girls’ Generation. Das Album wurde am 1. November 2007 in Südkorea von S.M. Entertainment veröffentlicht. Das Titellied „Girls’ Generation“ ist ein Cover von Lee Seung-Chuls gleichnamigen Hit aus dem Jahr 1989. Girls’ Generation wurde 93.739 Mal verkauft.

## Titelliste
| Nr. | Titel                               | Songschreiber                                           | Länge |
| --- | ----------------------------------- | ------------------------------------------------------- | ----- |
| 1   | 소녀시대 (Girls’ Generation)        | Lee Seung-Chul, Song Jae-jun, Kenzie                    | 3:51  |
| 2   | Ooh La-La!                          | Yun Hyo-sang, Steve Lee, Ahn Ik-su                      | 3:55  |
| 3   | Baby Baby                           | Hwang Seong-je, Yu Je-ni                                | 3:12  |
| 4   | Complete                            | Jo Yun-gyeong, Jan Lysdahl, Ingrid Skretting, Hong Seok | 3:57  |
| 5   | Kissing You                         | Lee Jae-myeong, Kwon Yun-jeong                          | 3:19  |
| 6   | Merry-go-round                      | Kim Jeong-bae, Kenzie                                   | 3:15  |
| 7   | 그대를 부르면 (Tears)               | Kim Seok-hyeon, Park Ki-wan                             | 3:54  |
| 8   | Tinkerbell                          | Jo Yun-gyeong, Ingrid Skretting, Kenzie                 | 2:57  |
| 9   | 7989                                | Kangta                                                  | 3:33  |
| 10  | Honey (소원)                        | Kwon Yun-jeong, Ingrid Skretting, Kenzie                | 3:17  |
| 11  | 다시 만난 세계 (Into the New World) | Kim Jeong-bae, Kenzie                                   | 4:26  |

## Baby Baby
Am 13. März 2008 wurde das Album Girls’ Generation mit dem Namen Baby Baby wiederveröffentlicht. Das neuveröffentlichte Album enthält drei weitere Lieder. Die taiwanesische Version enthält zusätzlich eine DVD mit den Musikvideos zu „Girls’ Generation“, „Baby Baby“, „Kissing You“ und „Into the New World“. Die zwei Versionen von „Let’s go 소녀시대!!“ stellen einen Remix der Lieder des Albums Girls’ Generation dar.
Um das Album zu bewerben, führte die Gruppe den Titel „Baby Baby“ in Musiksendungen auf. Von dem Album konnten in Südkorea 61.641 Einheiten abgesetzt werden.
| Nr. | Titel                               | Länge |
| --- | ----------------------------------- | ----- |
| 12  | Kissing You – Skool Rock Remix      | 4:25  |
| 13  | Let’s go 소녀시대!! (lange Version) | 9:48  |
| 14  | Let’s go 소녀시대!! (kurze Version) | 6:18  |